# Adam Brízgala
Adam Brízgala (* 19. června 1998 Praha) je český lední hokejista hrající na postu brankáře. Bydlí v pražských Horních Počernicích.

## Život
S ledním hokejem začínal v pražské Spartě. Za ni postupně prošel i mládežnickými výběry a během této doby patřil i do reprezentačních výběrů své země těchto věkových kategorií. V roce 2016 se rozhodl zkusit štěstí v severní Americe a přestoupil do celku Muskegon Lumberjacks hrajícího United States Hockey League (USHL). Vydržel zde dvě sezóny, ale v průběhu druhé změnil své působiště a přestoupil do klubu Brookings Blizzard, který hrál North American Hockey League (NAHL).
Roku 2018 se ale vrátil zpět do České republiky a stal se členem kádru kladenských Rytířů. I sezónu 2019/2020 nastupoval za kladenský klub, který tehdy hrál českou nejvyšší soutěž, nicméně v rámci hostování odehrál soutěžní zápasy rovněž za Slovan Ústí nad Labem a za ČEZ Motor České Budějovice. Poté, co Kladno sestoupilo, zůstal středočeskému klubu věrný i v sezóně 2020/2021, po níž slavil návrat zpět do extraligy, byť rozhodující zápas střežil branku Andrej Košarišťan, jemuž dělal Brízgala náhradníka. Po postupu ale kladenský klub opustil a stal se pro sezónu 2021/2022 hráčem klubu z Poruby. Po roce ale opět měnil své působiště a stal se členem kádru pražské Sparty. V ročníku 2022/2023 však vedle sparťanského dresu nastupoval i v barvách Prostějově, pražské Slavie a Kladna.

## Ocenění a úspěchy
- 2014 ČHL-16 - Nejlepší brankář v %
- 2014 ČHL-16 - Nejvíce vychytaných vítězství

## Prvenství
- Debut v ČHL – 15. září 2019 (Rytíři Kladno proti Mountfield HK)
- První inkasovaný gól v ČHL - 20. září 2019 (HC Energie Karlovy Vary proti Rytíři Kladno, českým útočníkem Martinem Kohoutem)
- První vychytaná nula v ČHL – 13. ledna 2023 (HC Vítkovice Ridera proti Rytíři Kladno)

## Hráčská kariéra
- 2012/13 HC Sparta Praha U16
- 2013/14 HC Sparta Praha U16, HC Sparta Praha U18
- 2014/15 HC Sparta Praha U18, HC Sparta Praha U20
- 2015/16 HC Sparta Praha U18, HC Sparta Praha U20
- 2016/17 Muskegon Lumberjacks (USHL)
- 2017/18 Muskegon Lumberjacks (USHL), Brookings Blizzard (NAHL)
- 2018/19 Rytíři Kladno (1. liga)
- 2019/20 Rytíři Kladno (ELH), HC Slovan Ústí nad Labem, Motor České Budějovice (1. liga)
- 2020/21 Rytíři Kladno (1. liga)
- 2021/22 HC RT TORAX Poruba 2011 (1. liga)
- 2022/23 HC Sparta Praha (ELH), Rytíři Kladno (ELH)
- 2023/24 Rytíři Kladno (ELH)